# Tour d'Espagne 1950
La neuvième édition du Tour d'Espagne s'est déroulée entre le 17 août et le 10 septembre 1950 et était composée de 24 étapes pour un total de 3 932 kilomètres. Le départ et l'arrivée étaient fixés à Madrid.
42 coureurs étaient au départ de cette édition, dont 34 Espagnols. 26 d'entre eux parvinrent à Madrid au terme des 24 étapes. Les frères Emilio et Manuel dominèrent la course et, à l'image des frères Deloor en 1936, prirent les deux premières places du classement général.
Il s'agissait de la dernière édition organisée par le quotidien El Diario Ya, le journal El Correo Español-El Pueblo Vasco prenant le relais.

## Classement général
| \| 1. \| Emilio Rodríguez \| Espagne \| en \| 134 h 49 min 19 s \| \| \| 2. \| Manuel Rodríguez \| Espagne \| + \| 15 min 30 s \| \| \| 3. \| José Serra Gil \| Espagne \| + \| 16 min 05 s \| \| \| 4. \| Bernardo Ruiz \| Espagne \| + \| 19 min 16 s \| \| \| 5. \| Umberto Drei \| Italie \| + \| 25 min 23 s \| \| \| 6. \| Senén Mesa \| Espagne \| + \| 31 min 44 s \| \| \| 7. \| Bernardo Capó \| Espagne \| + \| 36 min 39 s \| \| \| 8. \| Alighiero Ridolfi \| Italie \| + \| 46 min 28 s \| \| \| 9. \| Antonio Gelabert \| Espagne \| + \| 46 min 57 s \| \| \| 10. \| Jesús Loroño \| Espagne \| + \| 1 h 00 min 26 s \| \| |                   |         |    |                   |  |
| 1. | Emilio Rodríguez  | Espagne | en | 134 h 49 min 19 s |  |
| 2. | Manuel Rodríguez  | Espagne | +  | 15 min 30 s       |  |
| 3. | José Serra Gil    | Espagne | +  | 16 min 05 s       |  |
| 4. | Bernardo Ruiz     | Espagne | +  | 19 min 16 s       |  |
| 5. | Umberto Drei      | Italie  | +  | 25 min 23 s       |  |
| 6. | Senén Mesa        | Espagne | +  | 31 min 44 s       |  |
| 7. | Bernardo Capó     | Espagne | +  | 36 min 39 s       |  |
| 8. | Alighiero Ridolfi | Italie  | +  | 46 min 28 s       |  |
| 9. | Antonio Gelabert  | Espagne | +  | 46 min 57 s       |  |
| 10. | Jesús Loroño      | Espagne | +  | 1 h 00 min 26 s   |  |

## Étapes
| N°   | Date          | Villes étapes                 | km       | Vainqueur d'étape | Leader du général |
| 1re  | 17 août       | Madrid - Valladolid           | 190      | Omer Braeckeveldt | Omer Braeckeveldt |
| 2e   | 18 août       | Valladolid - León             | 133      | Rik Evens         | Omer Braeckeveldt |
| 3e   | 19 août       | León - Gijón                  | 148      | Emilio Rodríguez  | Omer Braeckeveldt |
| 4ea  | 20 août       | Gijón - Santander             | 167      | Agustín Miró      | Omer Braeckeveldt |
| 4eb  | 20 août       | Santander - Torrelavega       | 78       | Emilio Rodríguez  | Emilio Rodríguez  |
| 5e   | 21 août       | Torrelavega - Bilbao          | 177      | Antonio Gelabert  | Emilio Rodríguez  |
| 6e   | 22 août       | Bilbao - Irun                 | 240      | Emilio Rodríguez  | Emilio Rodríguez  |
| 7e   | 24 août       | Irun - Pampelune              | 109      | Emilio Rodríguez  | Emilio Rodríguez  |
| 8ea  | 25 août       | Pampelune - Tudela            | 90 (CLM) | Bernardo Capó     | Emilio Rodríguez  |
| 8eb  | 25 août       | Tudela - Saragosse            | 176      | Bernardo Ruiz     | Emilio Rodríguez  |
| 9e   | 26 août       | Saragosse - Lérida            | 144      | Umberto Drei      | Emilio Rodríguez  |
| 10e  | 27 août       | Lérida - Barcelone            | 167      | José Serra Gil    | Emilio Rodríguez  |
| 11e  | 29 août       | Barcelone - Tarragone         | 150      | Rik Evens         | Emilio Rodríguez  |
| 12e  | 30 août       | Tarragone - Castellón         | 194      | Senén Mesa        | Emilio Rodríguez  |
| 13e  | 31 août       | Castellón - Valence           | 65 (CLM) | Antonio Sánchez   | Emilio Rodríguez  |
| 14e  | 1er septembre | Valence - Murcie              | 265      | Umberto Drei      | Emilio Rodríguez  |
| 15e  | 2 septembre   | Murcie - Lorca                | 117      | Umberto Drei      | Emilio Rodríguez  |
| 16e  | 3 septembre   | Lorca - Grenade               | 222      | Alighiero Ridolfi | Emilio Rodríguez  |
| 17e  | 4 septembre   | Grenade - Malaga              | 183      | Umberto Drei      | Emilio Rodríguez  |
| 18e  | 6 septembre   | Malaga - Cadix                | 268      | Antonio Gelabert  | Emilio Rodríguez  |
| 19ea | 7 septembre   | Cadix - Jerez                 | 56 (CLM) | Andrés Trobat     | Emilio Rodríguez  |
| 19eb | 7 septembre   | Jerez - Séville               | 100      | José Serra Gil    | Emilio Rodríguez  |
| 20e  | 8 septembre   | Séville - Mérida              | 200      | Victorio García   | Emilio Rodríguez  |
| 21e  | 9 septembre   | Mérida - Talavera de la Reina | 228      | Bernardo Capó     | Emilio Rodríguez  |
| 22e  | 10 septembre  | Talavera de la Reina - Madrid | 117      | Emilio Rodríguez  | Emilio Rodríguez  |

## Classement annexe
| \| 1. \| Emilio Rodríguez \| Espagne \| 40 points \| \| 2. \| José Serra Gil \| Espagne \| 30 points \| \| 3. \| Jesús Loroño \| Espagne \| 17 points \| |                  |         |           |
| 1. | Emilio Rodríguez | Espagne | 40 points |
| 2. | José Serra Gil   | Espagne | 30 points |
| 3. | Jesús Loroño     | Espagne | 17 points |

## Liste des coureurs
| 01-12 | 14-30 | 31-40 |
| - 1 Rik Evens (Bel) - 2 Elias Walkiers (Bel) - 3 Frans Van De Borre (Bel) - 4 Maurice Mollin (Bel) - 5 Omer Braeckeveldt (Bel) - 6 Umberto Drei (Ita) - ? Giovanni Baratti (Ita) - 10 Alighiero Ridolfi (Ita) - 11 Bernardo Ruiz (Esp) - 12 Antonio Gelabert (Esp)                                                                     | - 14 José Serra Gil (Esp) - 15 Emilio Rodríguez (Esp) - 16 Manuel Rodríguez (Esp) - 17 Bernardo Capó (Esp) - 18 Andrés Trobat (Esp) - 20 Alfonso Parra (Esp) - 21 Pedro Fernández (Esp) - 22 Ángel Bruna (Esp) - 29 Julián Aguirrezabal (Esp) - 30 José Antonio Landa (Esp) | - 31 Francisco Michelena (Esp) - 32 Juan Cruz Ganzarain (Esp) - 33 Hortensio Vidaurreta (Esp) - 34 Eduardo Pascual (Esp) - 35 Senén Mesa (Esp) - 36 Luis Sánchez Huergo (Esp) - 37 Senén Blanco (Esp) - 38 Pedro San José (Esp) - 39 Jesús Loroño (Esp) - 40 Martín Mancisidor (Esp) |
| 41-53 | | |
| - 41 Francisco Expósito (Esp) - 42 Pedro Machain (Esp) - 43 Luis Navarro (Esp) - 44 Antonio Sánchez Belando (Esp) - 45 Julio San Emeterio (Esp) - 46 Guillermo Peregrina (Esp) - 48 Gonzalo Fuertes (Esp) - 49 Matías Alemany (Esp) - 50 Agustín Miró (Esp) - 51 Victorio García (Esp) - 52 Mateo Coll (Esp) - 53 Ernesto Codina (Esp) | | |